# Quatuor pour piano et cordes de Chausson
Pour les articles homonymes, voir Quatuor pour piano et cordes.
Le Quatuor pour piano et cordes en la majeur op. 30 est une œuvre d'Ernest Chausson pour piano et trio à cordes en quatre mouvements. Composé en 1897 et dédié au pianiste Auguste Pierret, il est créé le 2 avril 1898 à la Société nationale de musique avec le dédicataire au piano.

## Présentation
Contrairement au caractère romantique du Concert op. 21, le quatuor est écrit dans un style direct et clair tendant vers le classicisme, avec une forme générale solide qui continue la démarche commencée un an plus tôt avec les Quelques danses pour piano. L'œuvre conserve des éléments de forme cyclique héritée de César Franck, déjà notée dans le Trio et le Concert. Ainsi Antoine Goléa note que « curieusement, il a été à la fois le plus franckiste et le plus libre des disciples de Franck ».
Selon Paul Dukas, « la conquête graduelle qu'Ernest Chausson faisait de sa personnalité, et dont chacune de ses œuvres marque une étape eût assuré à son art l'originalité définitive d'un harmonieux équilibre entre la sereine expression du calme de sa vie et les douloureux accents que lui arrachait le spectacle d'un monde qu'il eût voulu heureux et magnifique ». Il ajoute que, chez Chausson, « ces deux principes d'émotion, en conflit dans ses premiers ouvrages, tendent à se pénétrer dans ses derniers, et, en quelque sorte à se transfigurer l'un par l'autre comme dans son beau Quatuor pour piano et instruments à cordes qui demeure, selon moi, une de ses œuvres les plus grandes et les plus complètes ».
Jean Gallois considère que le piano, en prêtant de solides harmonies aux œuvres de musique de chambre avec piano de Chausson, leur confère une « puissance quasi orchestrale que vivifie un langage éminemment personnel ».

### Contexte
En juillet 1897 Chausson rentre à Veyrier où sont sa femme et ses enfants depuis le 30 mai. Il a fait pendant un mois, dans le but de faire jouer Le Roi Arthus, un périple par Aix-la-Chapelle, Cassel, Leipzig et Prague. N'ayant obtenu de réponse positive qu'à Prague, où Henri Lerolle lui déconseille cependant de faire jouer son opéra, il est quelque peu désillusionné. Cependant il se met aussitôt à composer deux nouvelles œuvres, la Pièce pour violoncelle et piano qui portera le numéro d'opus 39, et le Quatuor pour piano et cordes. Depuis les deux œuvres géniales de Mozart, cette formation de musique de chambre avait été relativement peu explorée au début du XIXe siècle, mais revenait plus en vogue, notamment avec Fauré, Saint-Saëns, Lekeu, d'Indy. L'œuvre de Chausson se distingue par son allant et son énergie, soutenus par une architecture solide.

### Dédicace
Le quatuor avec piano est dédié à Auguste Pierret. Après une lecture de l'œuvre le 6 octobre 1897 à Bruxelles, dont Chausson exprime sa satisfaction dans une lettre à Henry Lerolle, c'est Auguste Pierret qui crée officiellement le quatuor en avril 1898 lors d'un concert de la Société nationale de musique avec Armand Parent au violon, Frédéric Denayer à l'alto et Charles Baretti au violoncelle, en même temps que le quatuor est joué à Liège par Juliette Folleville au piano avec des membres du quatuor Charlier.

### Composition
L'œuvre est commencée à Veyrier en juillet 1897, en même temps que la Pièce pour violoncelle et piano op. 39. Comme il l'écrit à Mathieu Crickboom le 24 juillet, Chausson commence par écrire le troisième mouvement, puis le second, terminé en août. Le 1er mouvement sera écrit en septembre et le finale en octobre 1897.

## Structure
1. Animé à 
 et
2. Très calme à
3. Simple et sans hâte à
4. Finale : Animé à 
 et

Durée d'exécution : trente huit minutes.

## Analyse
Selon Vincent d'Indy, l'œuvre, fortement architecturée autour d'éléments cycliques, écrite en  la majeur, marque un point culminant dans l'œuvre de Chausson, où les doutes semblent avoir cédé la place à la confiance.

### Animé
Ce mouvement commence par un premier thème marqué et vigoureux, utilisant en majeur une succession présente dans le Choral de Prélude, Choral et Fugue de César Franck ou les cloches de Montsalvat de Parsifal, parenté dans laquelle, selon Ralph Scott Grover, on ne saurait voir une influence certaine de ces œuvres, étant donné la fréquence de ce type de succession.

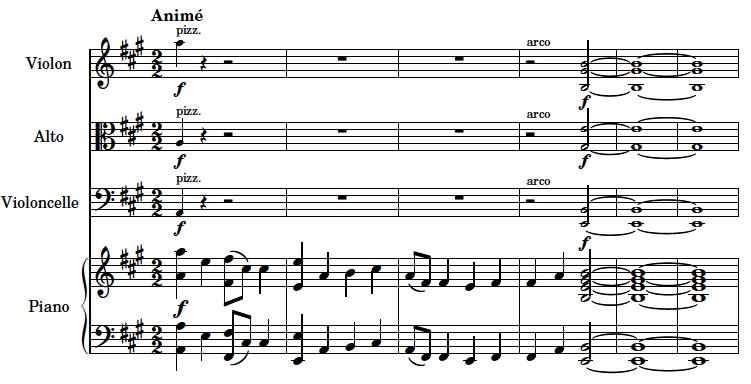
Ernest Chausson - Quatuor, (1er mouvement, premières mesures)

Un second motif intervient dans le pont, joué par l'alto
avant l'exposé du deuxième thème proprement dit, thème cyclique qui réapparaîtra dans le finale. Ce thème en ut majeur fait entendre un rythme berceur et se rapproche d'un thème retrouvé dans un projet inachevé, datant de 1896, d'un second Concert, pour hautbois et alto solo avec piano et quatuor à cordes, retrouvé dans les carnets d'esquisse de la Chanson perpétuelle.
Après un développement très modulant la réexposition réintroduit les trois motifs principaux.

### Très calme
Le deuxième mouvement, de forme lied, expose une mélodie belle et triste (bien qu'en majeur, en ré bémol), d'abord à l'alto puis reprise par le quatuor. La deuxième partie du lied mène, à partir d'une nouvelle phrase, à travers plusieurs modulations, à un développement passionné et dramatique, avant de conclure en ut dièse mineur (enharmonique de ré bémol).

### Simple et sans hâte
Le troisième mouvement, en ré mineur, est construit sur une phrase de quatre mesures évoquant une chanson traditionnelle. Un développement modulant, sur une seconde idée ne contrastant pas avec la première, précède le retour du premier motif, en majeur cette fois. Brigitte François-Sappey souligne, au sujet de ce mouvement, la « signature française assurément et passerelle avec les temps anciens, le renouveau après 1870 des indications de caractère en français. Quoi de plus délectable que le « Simple et sans hâte » du Quatuor avec piano de Chausson en écho au « Lentement, et très tendrement » du Rossignol en amour de Couperin ? »

### Finale:Animé
À 
, il commence par un mouvement perpétuel de doubles croches groupées alternativement par 2 ou par 6, donnant un rythme caractéristique ressemblant à celui de la Forlane des Quelques danses pour piano, composées un an plus tôt. Ce mouvement perpétuel est soutenu par des accords fortement scandés des cordes, puis les rôles s'inversent, avec de puissants accords au piano.
Apparaît ensuite une seconde idée dont Vincent d'Indy a montré qu'il s'agit du retour légèrement modifié du deuxième thème du premier mouvement. Après un développement du premier thème apparaît un retour solennel de la mélodie du second mouvement qui précède une réexposition se terminant par l'évocation triomphale des thèmes du premier et du second mouvement, et faisant de ce finale à la structure complexe une ingénieuse combinaison de forme sonate et de forme cyclique.

## Postérité
Le Quatuor est notamment joué en février 1920 à la salle Gaveau, par le Quatuor Leske, composé de Karel Hoffmann, Josef Suk, Jiří Herold (cs) et Hanuš Wihan. L'œuvre est alors déjà considérée comme « solidement établi et de tenue si classique ». L'auteur souligne d'ailleurs que Jiří Herold (cs) joue « avec beaucoup de mélodie » la partie d'alto qui ouvre le deuxième mouvement.
L'œuvre est très appréciée par les contemporains de Chausson. Dans une lettre du 5 mars 1999 Albéric Magnard écrit : « …l'œuvre me semble avoir foule d'idées et moins musique de chambre que le Concert, mais vous y avez certainement réalisé un immense progrès vers la simplicité de l'écriture, l'allongement des périodes mélodiques et la justesse des proportions ». Pour Gustave Samazeuilh, le Quatuor avec piano demeure « l'ouvrage le plus complet, le plus significatif de la personnalité du musicien, par le mélange de lyrisme intense et de sérénité sensible qu'on y rencontre ».
L'œuvre sera ensuite quasiment oubliée avant qu'on ne lui accorde sa place dans l'évolution de la musique de chambre française, soulignée par Brigitte François-Sappey : « Taraudé par cette phrase de Schumann : « On n'est maître de la pensée que lorsqu'on est complètement maître de la forme », Ernest Chausson laisse quatre partitions de haut niveau, portées par une veine mélodique incomparable, dont le magnifique Quatuor avec piano (1897) ». Pour Antoine Goléa, « dans ces œuvres, où la générosité de l'inspiration reste constante, où le romantisme fondamental est teinté, très à la française, et comme dans les œuvres majeures de Fauré, d'une ardente et large sensualité, le langage harmonique et le traitement de l'orchestre vont bien au delà de l'influence de Franck et de Wagner, annonçant fréquemment celui de Debussy. Il y a chez Chausson un frémissement très particulier, une sorte de permanence dans l'intensité qui n'en devient jamais lassante pour autant ».

## Discographie
- Quatuor avec piano - André Prévin (piano), membres du quatuor Roth. Premier enregistrement (1958). (LP Society for Forgotten Music - SFM 1003)
- Quatuor avec piano - Richards Piano Quartet (1969). (Éditions de l'Oiseau-Lyre SOL 316) — avec le Quatuor avec piano de Bohuslav Martinů
- Quatuor avec piano - Gabriel Tacchino (piano), Quatuor Elyséen (1982). (LP Arion - ARN38652, CD Arion - ARN68795)
- Quatuor avec piano - « Les Musiciens » (Régis Pasquier, Bruno Pasquier, Roland Pidoux, Jean-Claude Pennetier) (1992). (LP Harmonia Mundi HM.1116)
- Quatuor avec piano - Quatuor Kandinsky (1998). (CD FNAC Music distrib. Musidisc) — avec le Quatuor à cordes op. 35 de Chausson et le quatuor avec piano de Guillaume Lekeu.
- Concert et Quatuor avec piano - Quatuor Chilingirian, Philippe Graffin (violon), Pascal Devoyon (piano) (1996) (CD Hyperion CDA66907)
- Quatuor avec piano - Ensemble Musique oblique (2005) (CD Alphée distrib. Intégral distribution) — avec le Quintette avec piano de César Franck.
- Quatuors avec piano, Quatuor Schumann (2006). (CD AEON 2005) — avec le Premier quatuor avec piano de Gabriel Fauré.
- Quatuor avec piano, Dalia Ouziel (Piano), Jerrold Rubenstein (violon), Daniel Rubenstein (alto), Alexander Dimitriev (violoncelle) (2007) (2 CD Talent DOM 3810 06 - DOM 3810 07) — avec Concert pour piano, violon et quatuor à cordes, avec le quatuor Sharon, Quatuor à cordes op.35 et Trio op.3.
- Quatuors avec piano, The Schubert Ensemble. (2016) (CD Chandos) avec le Quatuor pour piano et cordes de Saint-Saëns.

### Ouvrages généraux
- Paul Dukas, Les écrits de Paul Dukas sur la musique, Paris, Société d'Éditions Françaises et Internationales (SEFI), coll. « Musique et musiciens », 1948, 696 p. avant-propos de Gustave Samazeuilh
  - « Ernest Chausson », novembre 1903, p. 592-597.
- Antoine Goléa, La musique, de la nuit des temps aux aurores nouvelles, Paris, Alphonse Leduc et Cie, 1977, 954 p. (ISBN 2-85689-001-6).
- Vincent d'Indy, « Ernest Chausson », dans Walter Willson Cobbett, Dictionnaire encyclopédique de la musique de chambre [« Cobbett's Cyclopedic Survey of Chamber Music »], t. 1, Robert Laffont, coll. « Bouquins », 1999, 803 p. (ISBN 978-2-221-07847-1), p. 283-288.
- Adélaïde de Place, « Ernest Chausson », dans François-René Tranchefort (dir.), Guide de la musique de chambre, Paris, Fayard, coll. « Les Indispensables de la musique », 1987, 995 p. (ISBN 2-213-02403-0, OCLC 21318922, BNF 35064530), p. 215-219,
- Gustave Samazeuilh, Musiciens de mon temps : Chroniques et souvenirs, Paris, Éditions Marcel Daubin, 1947, 430 p. :
  - « Ernest Chausson (1855-1899) », 1924, p. 81-88.
- Brigitte François-Sappey, La musique en France depuis 1870, Paris, Fayard, coll. « Fay.Musique », 2013, 250 p. (ISBN 978-2-213-67198-7, présentation en ligne).

### Monographies
- Jean Gallois, Ernest Chausson, Paris, Fayard, 1994, 605 p. (ISBN 978-2-213-03199-6). ,
- Jean Gallois et Isabelle Bretaudeau, Ernest Chausson — écrits inédits : journaux intimes, roman de jeunesse, correspondance, Éditions du Rocher, 1999, 505 p. (ISBN 978-2-268-03087-6),
- (en) Ralph Scott Grover, Ernest Chausson, the man and his music [« Ernest Chausson, l'homme et sa musique »], The Athlone Press, 1980, 245 p. (ISBN 0-485-11217-5), p. 194-201.

### Articles
- Gaston Carraud, « Ernest Chausson et Gabriel Fauré », Le Ménestrel,‎ 2 avril 1920, p. 137-139 (lire en ligne)